# مرو (إربد)
قرية مرو هي إحدى القرى التابعة لمدينة إربد الواقعة بمحافظة إربد في الأردن.
تقع البلدة على بعد 7 كم شمال شرق مدينة إربد، كلمه مرو تعني الحجارة البيضاء أي الصفا - بالعاميه - ولكثرة وجودها في البلدة أطلق عليها هذا الاسم منذ أكثر من 180 عام. وعدد سكانها ما يقارب 8000 نسمة وهي من قرى عشائر العمري الاساسية.

## تاريخها
وجد فيها آثار تعود إلى لحضارات الآدومية وللغساسنة، ووجدت فيها أيضا آثار رومانية واسلامية. وفي صدر الاسلام تمكن القائد الإسلامي شرحبيل بن حسنة من ضم قرى حوران سنة 13هـ 634م وحدثت معركة اليرموك في تلك الفترة حيث تمكن خالد بن الوليد في تلك المعركة من التغلب على الرومان سنة 636م 15هـ منهيا الوجود الروماني هناك. وفي فترة حكم المماليك والعثمانيين كانت تابعة لولاية الشام / لواء عجلون / ناحية السرو.

## جغرافيتها
كجزء من سهل حوران فإن الطبيعة الجفرافية لبلده مرو تتميز بالسهول المنبسطة ذات المناخ المتوسطي الملائمه للزراعات الحقلية وزراعة الحبوب غير أن البلدة القديمة كانت قد قامت على هضبة تتوسط البلدة حيث يتمركز معظم السكان بمنطقة تعرف بالجنزير فقبل عام 1971 لم يكن هناك منازل الا داخل الجنزير وقد أحيطت هذه الهضبة بالسهول الزراعية ومن كل الجهات حتى تكاد تبدو كجزيرة وسط بحر من الأشجار. ولكن في العقدين الاخيرين أخذ اهالي البلده بالزحف العمراني على هذه السهول الزراعية.

## الموقع
يحدها من الغرب قرية بيت راس وحريما ومن الجنوب  حكما ومن الشرق المغير وقرية الشجرة أما من الشمال فتحدها قرية علعال، وتبلغ مساحتها فتبلغ 8 الاف دونماً.